# Beriózovka (Novossibirsk)
Beriózovka (en rus: Берёзовка) és un poble (un possiólok) de l'óblast de Novossibirsk, a Rússia, que en el cens del 2010 tenia 1.465 habitants, pertany al districte de Novossibirsk.